# 小早川隆治
小早川 隆治（こばやかわ たかはる、1941年〈昭和16年〉3月8日 - ）は、東京都出身の自動車技術者、モータージャーナリスト。小早川家当主。

## 経歴
日産自動車の自動車技術者の小早川元治の長男として誕生。
学習院大学理学部物理学科を卒業後、広島県の東洋工業（現：マツダ）に入社。RX-7＆モータースポーツ担当主査、北米マツダ副社長などの役職を務める。
マツダを退職後はモータージャーナリストとしても活動。日本自動車研究者ジャーナリスト会議監事を務める。

## 系譜
出典が無い限り霞会館 1996, p. 608を参照している。
- 父：小早川元治
- 母：小早川富美子 - 九条良政四女
- 妻：小早川尚子 - 皇至道三女
  - 長男：小早川隆浩
  - 長女：小早川美紀